# Désaccordé
Singles de Vald
Trophée
(2018)
Désaccordé est un single du chanteur français Vald extrait de l'album XEU. La chanson connait un succès, il est certifié disque de diamant en France.
Il se classe numéro 1 du classement mégafusion (ventes et streaming) pendant 7 semaines.

## Classements
| Classements (2018)                      | Meilleure position |
| --------------------------------------- | ------------------ |
| Belgique (Wallonie Ultratop 50 Singles) | 9                  |
| France (SNEP)                           | 19                 |
| France (SNEP Megafusion)                | 1                  |
| Suisse (Schweizer Hitparade)            | 75                 |

## Certification
| Pays     | Organisme | Certification | Seuil       |
| -------- | --------- | ------------- | ----------- |
| France   | SNEP      | Diamant       | 50 millions |
| Belgique | Ultratop  | Or            | 10 000      |